# Bestiensäule

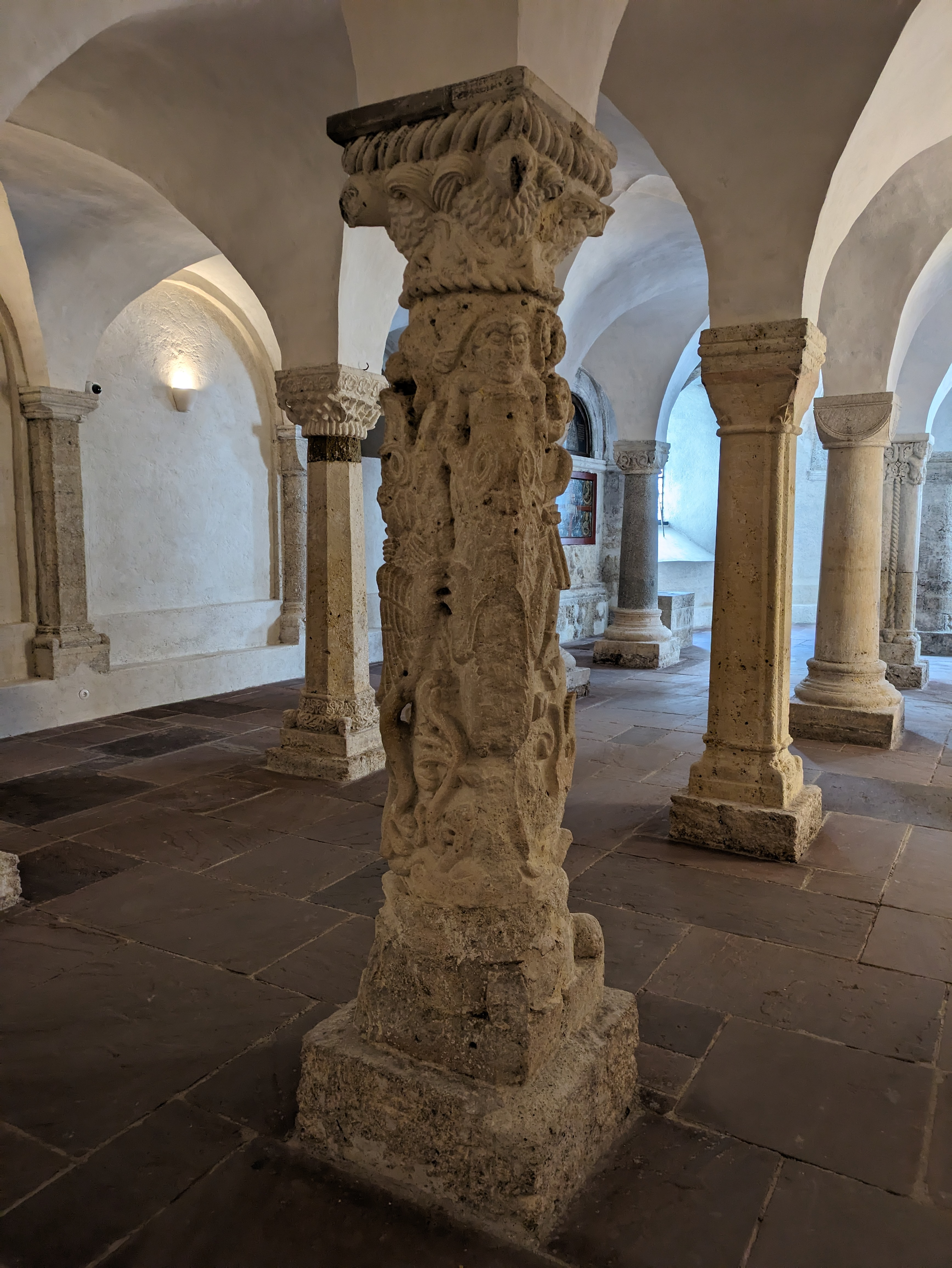
Bestiensäule in der Krypta des Freisinger Doms

Eine Bestiensäule (oft auch Bestienpfeiler) ist eine Säule bzw. ein Pfeiler mit einer plastischen Darstellung kämpfender Menschen und Tiere auf dem Schaft. Wichtigstes Kennzeichen ist, dass die Stütze selbst völlig zurücktritt gegenüber den übereinander und nebeneinander angebrachten Personen und Tieren. Die Bestiensäule ist eine seltene Säulenform der romanischen Baukunst, sie galt schon zu ihrer Entstehungszeit als sehr kostbar, da ihre Gestaltung höchstes bildhauerisches Können voraussetzt.

## Beispiele
Das einzige deutsche Beispiel findet sich in der Krypta des Freisinger Doms. Auffällig ist hier, dass sich auf drei Seiten Männer in Ritterrüstung mit Bestien, die Krokodilen ähneln, aber Drachen darstellen sollen, einen Kampf auf Leben und Tod liefern: Hier ersticht ein Ritter einen Drachen, dort hat eine der Bestien einen Menschen im Maul und halb aufgefressen – nur der Oberkörper ist noch zu sehen. An der Ostseite der Freisinger Bestiensäule zeigt sich das Bild einer schönen Frau, die unbedrängt von den Bestien das Licht aus dem Osten erwartet – das Licht, das Jesus Christus als Erlöser bringt.
Weitere Bestienpfeiler finden sich an den ehemaligen Abteikirchen von Moissac und Souillac in Frankreich sowie in Lucca in Italien. Während die verschiedenartigen Bestien in Souillac sich gegenseitig beißen, ist dieses Motiv in Moissac abgewandelt zu einem Überkreuzen und einer gleichmäßigen Übereinanderstaffelung der sechs gleichgearteten Tiere.

## Bestienkapitelle
Auch an romanischen Kapitellen (bevorzugt im Bereich von Portalen) finden sich ineinander verschlungene und sich gegenseitig verschlingende Monster.

## Bedeutung
In Ermangelung schriftlicher Dokumente zu diesen mittelalterlichen Gestaltungsformen ist davon auszugehen, dass Bestien in der mittelalterlichen Vorstellungswelt eng verknüpft sind mit dem Animalischen, Dämonischen, Bösen oder Teuflischen schlechthin und die anhaltende Bedrohung des (Christen-)Menschen durch derartige Kräfte symbolisieren. Hinzu kommt die Vorstellung einer Gefährdung des Christentums durch die ihr vorhergehende, heidnische Götterwelt, die dieser Zeit vorausging. Diese sollte durch ihre Spiegelung an Säulen, oder allgemein an romanischen Kapitellen und Portalen, vertrieben werden.

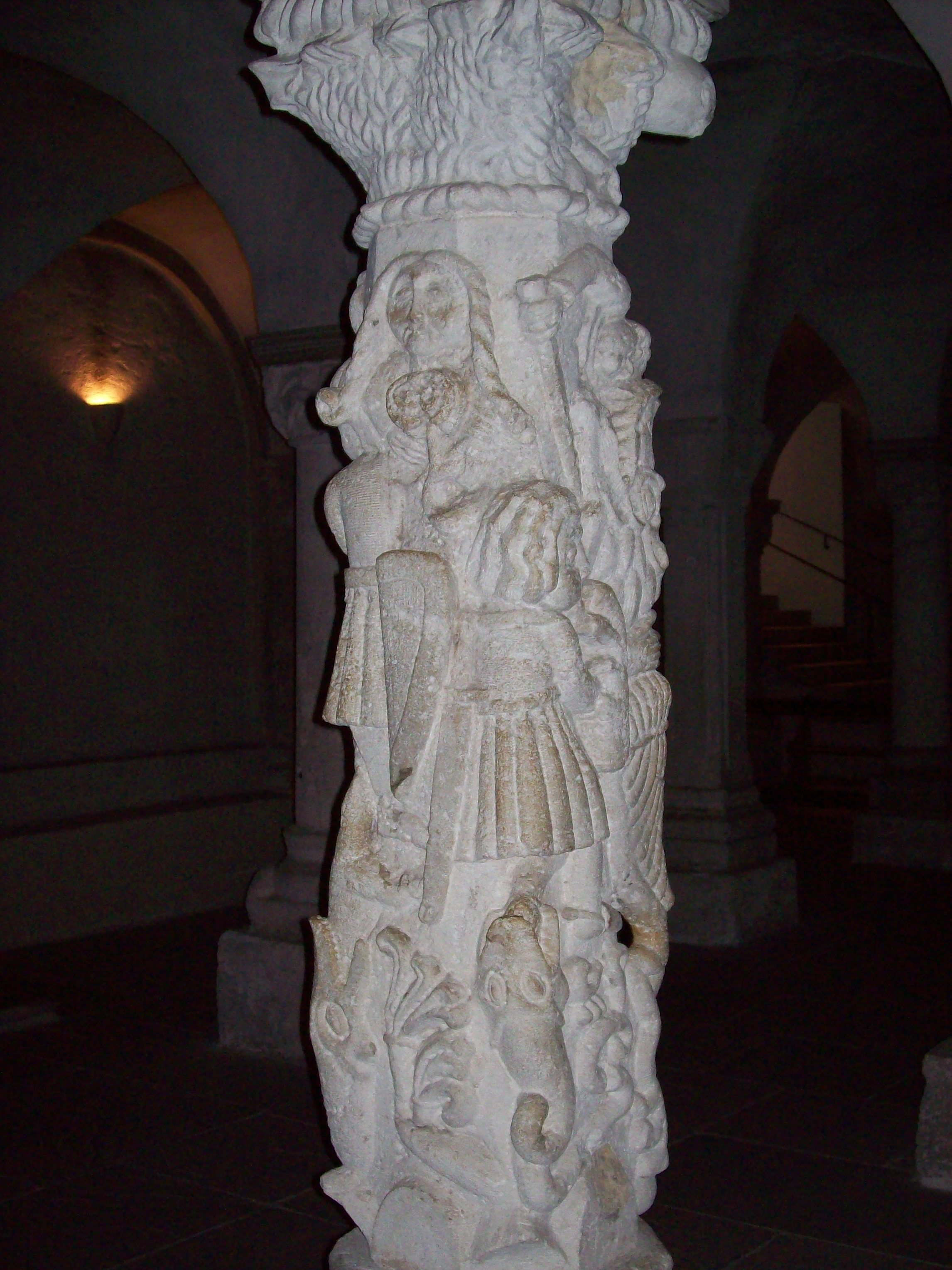
Freisinger Bestiensäule von Nordost
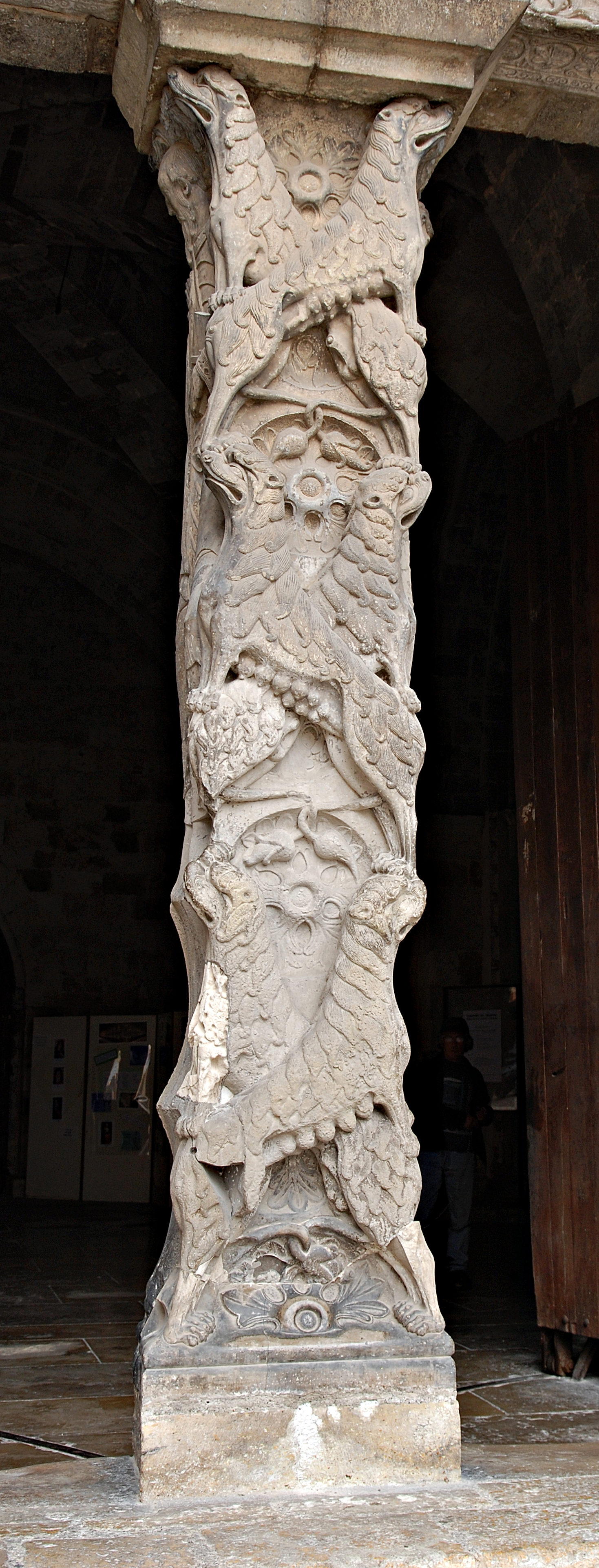
Trumeaupfeiler von Moissac
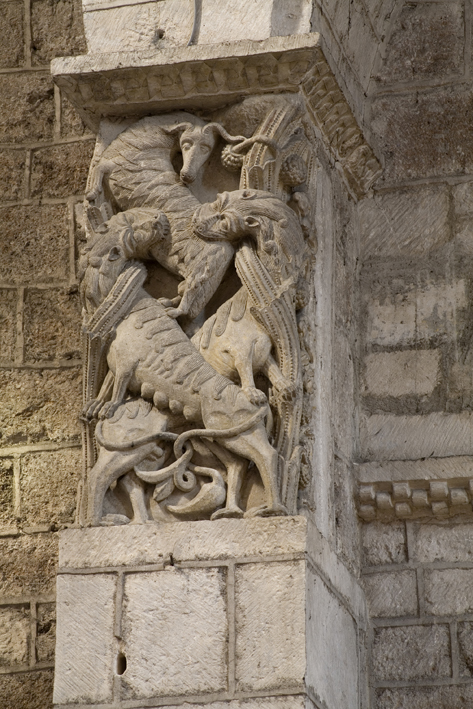
Kleiner Bestienpfeiler von Souillac
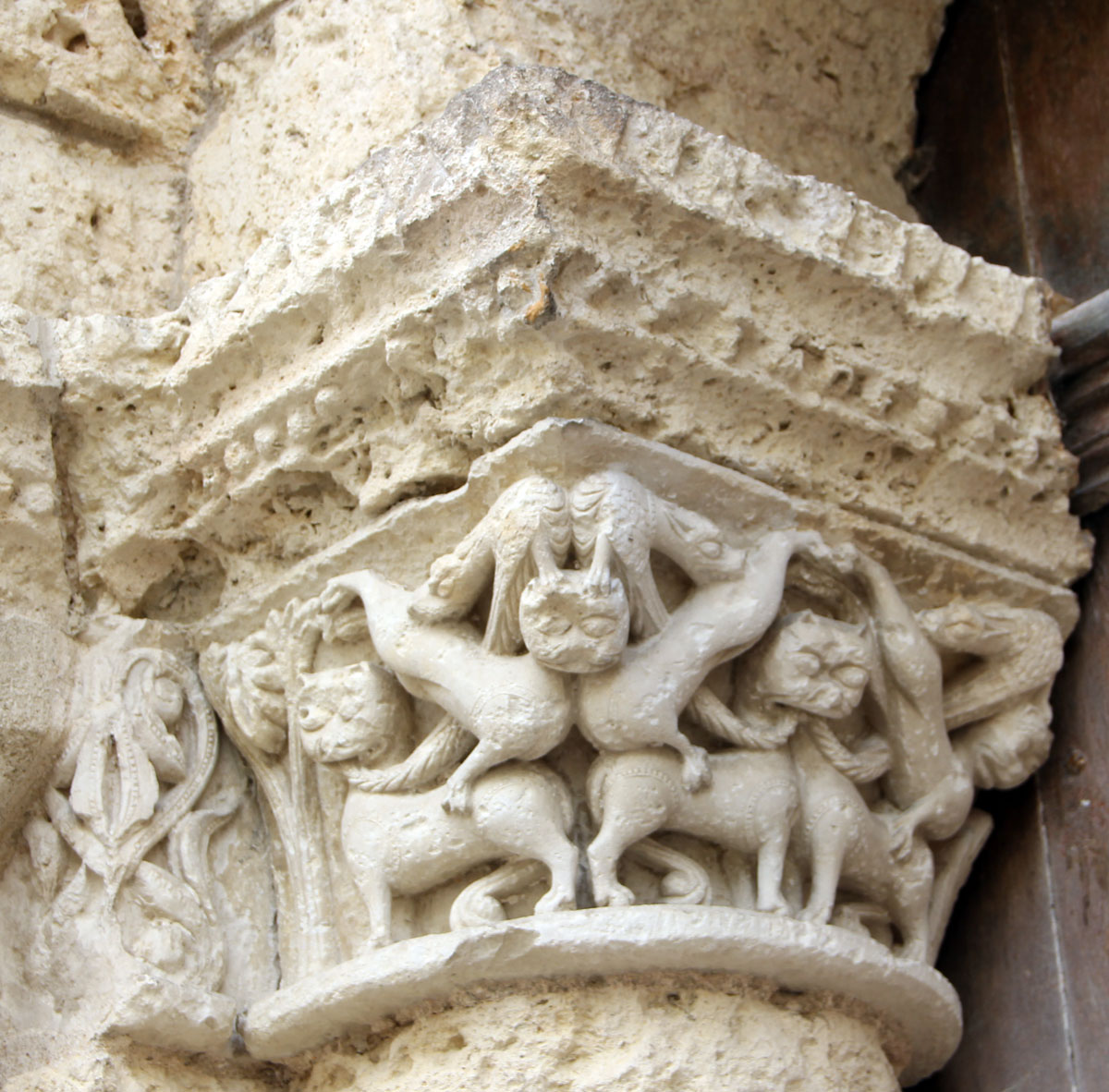
Bestienkapitell in Aubeterre-sur-Dronne